# Synallaxis brachyura
Synallaxis brachyura là một loài chim trong họ Furnariidae.